# El Hajeb
El Hajeb (àrab: الحاجب, al-Ḥājib; amazic estàndard marroquí: ⵍⵃⴰⵊⴱ) és un municipi de la província d'El Hajeb, a la regió de Fes-Meknès, al Marroc. Segons el cens de 2014 tenia una població total de 35.282 persones.

## Història
El Hajeb ha estat històricament una important base militar. Mulay Hassan hi va construir una kasbah de la qual encara es poden visitar les ruïnes.
El gener de 2015 les autoritats marroquines hi desarticularen una cèl·lula de reclutament d'Estat Islàmic, amb 8 combatents operatius. La cèl·lula transportava reclutes marroquins cap a Síria i Iraq per rebre entrenament, i operava a El Hajeb, Meknès i El-Hoceima.

## Galeria

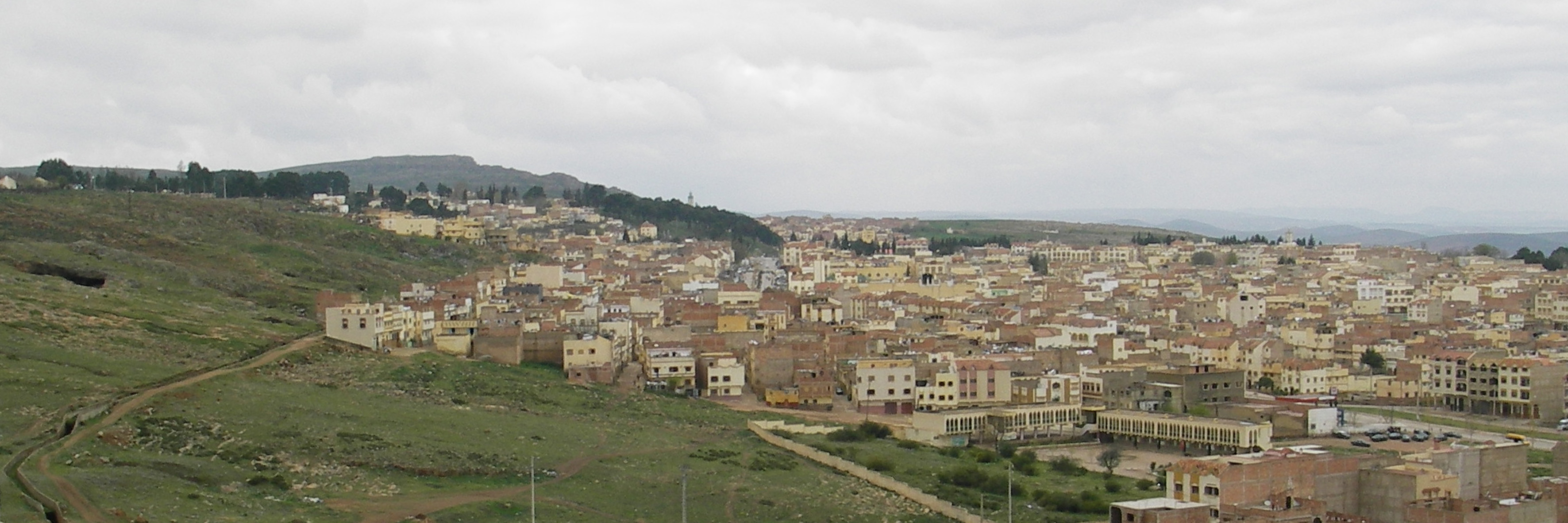
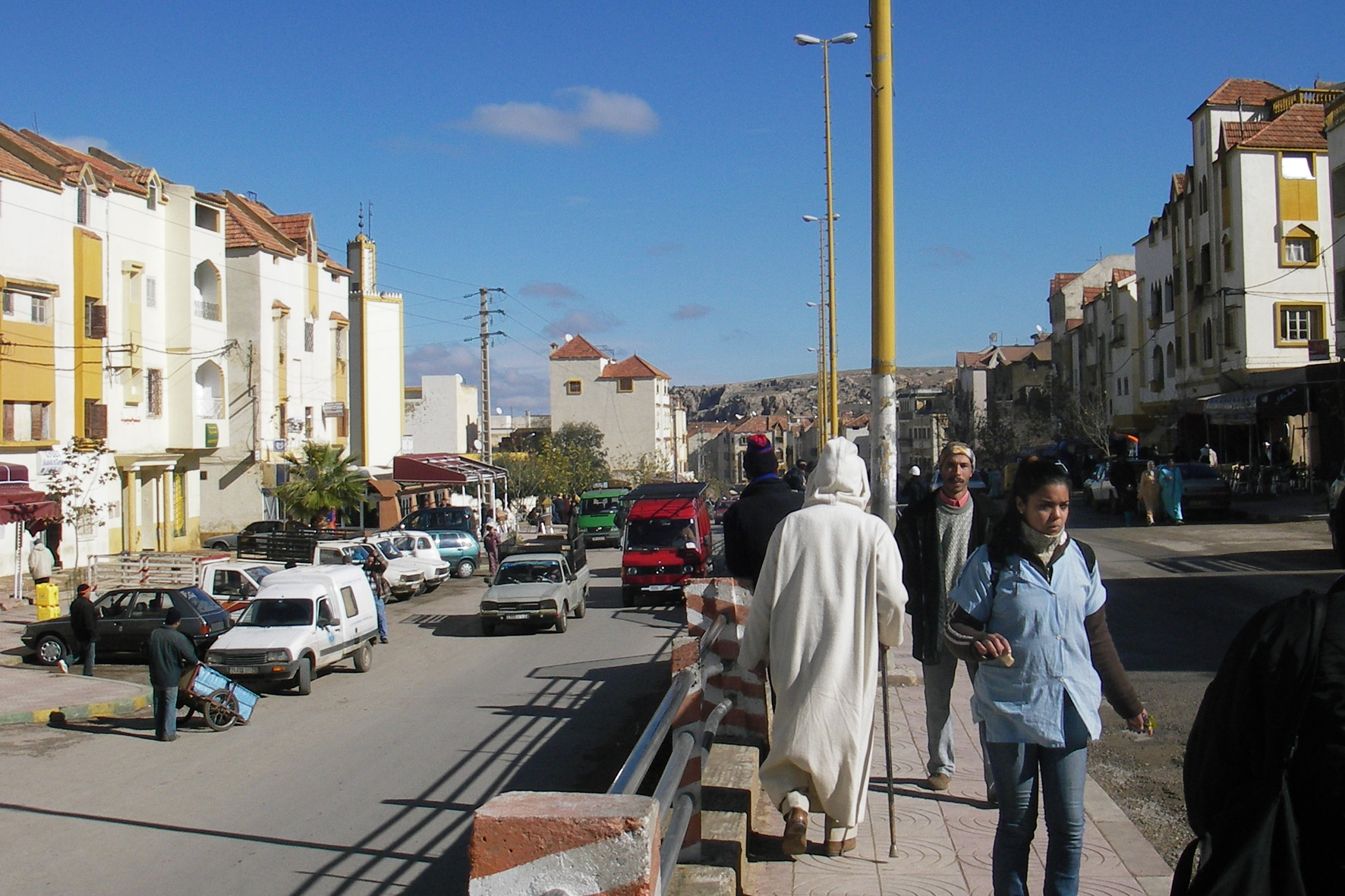
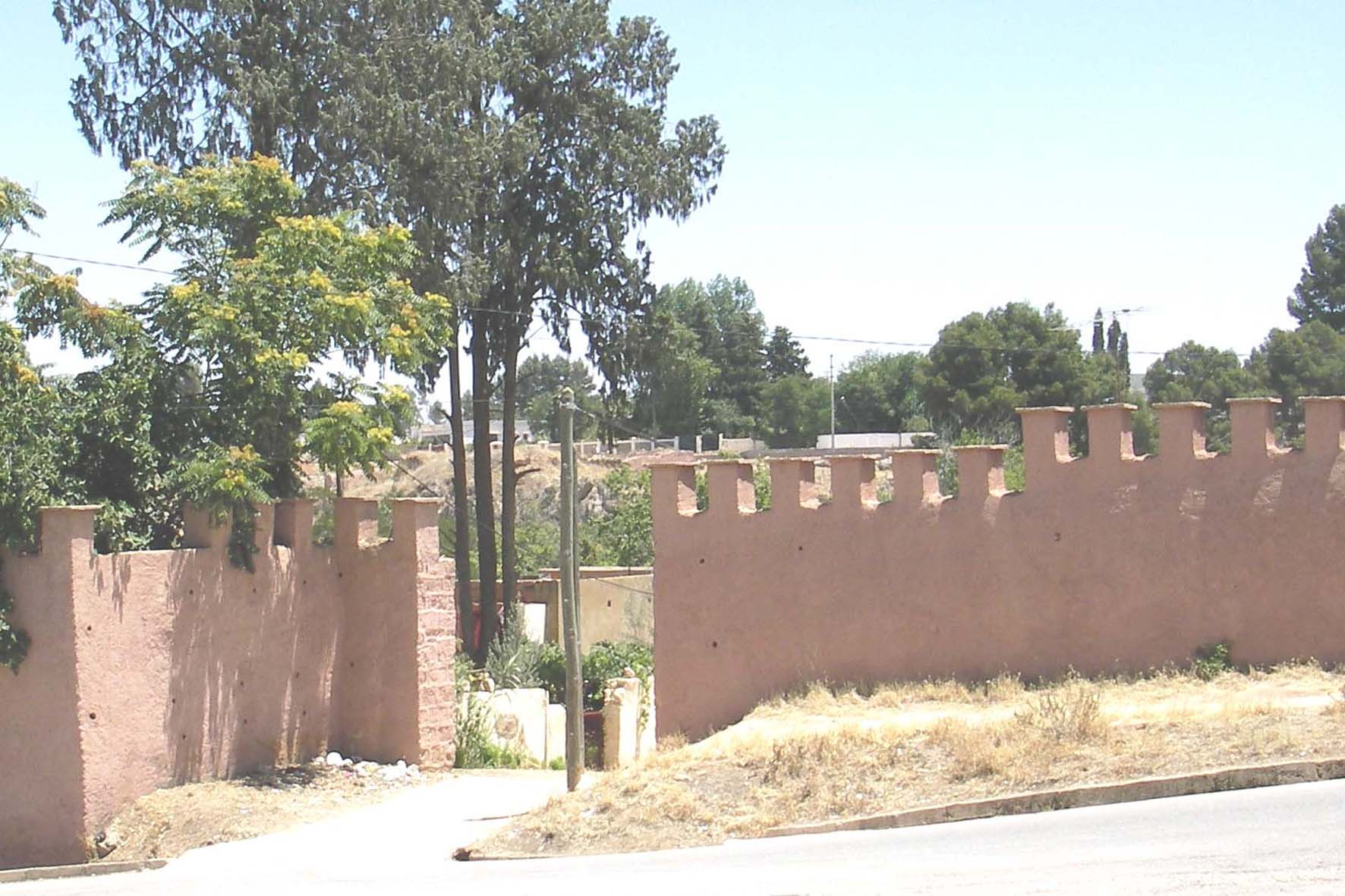
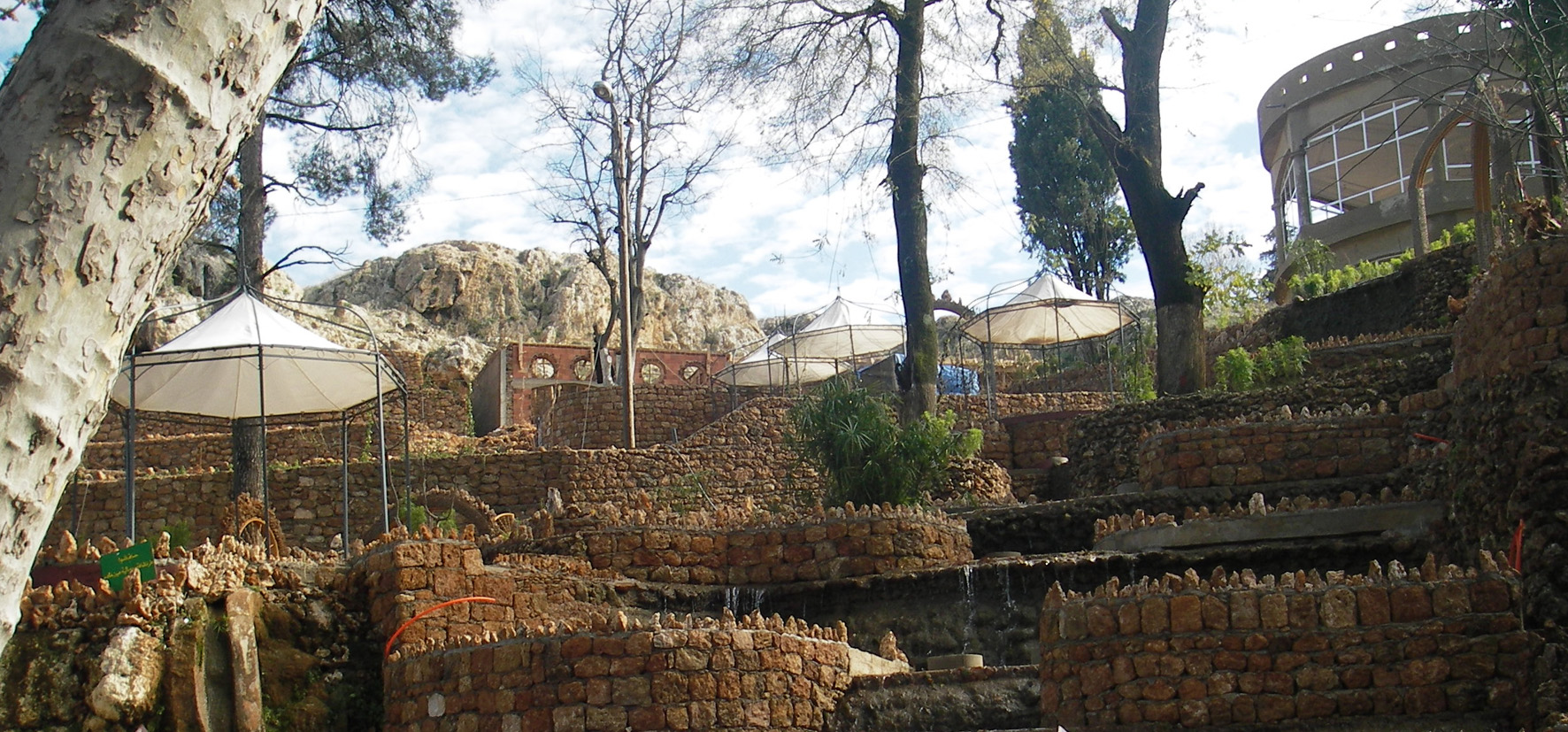